# Franck Allisio

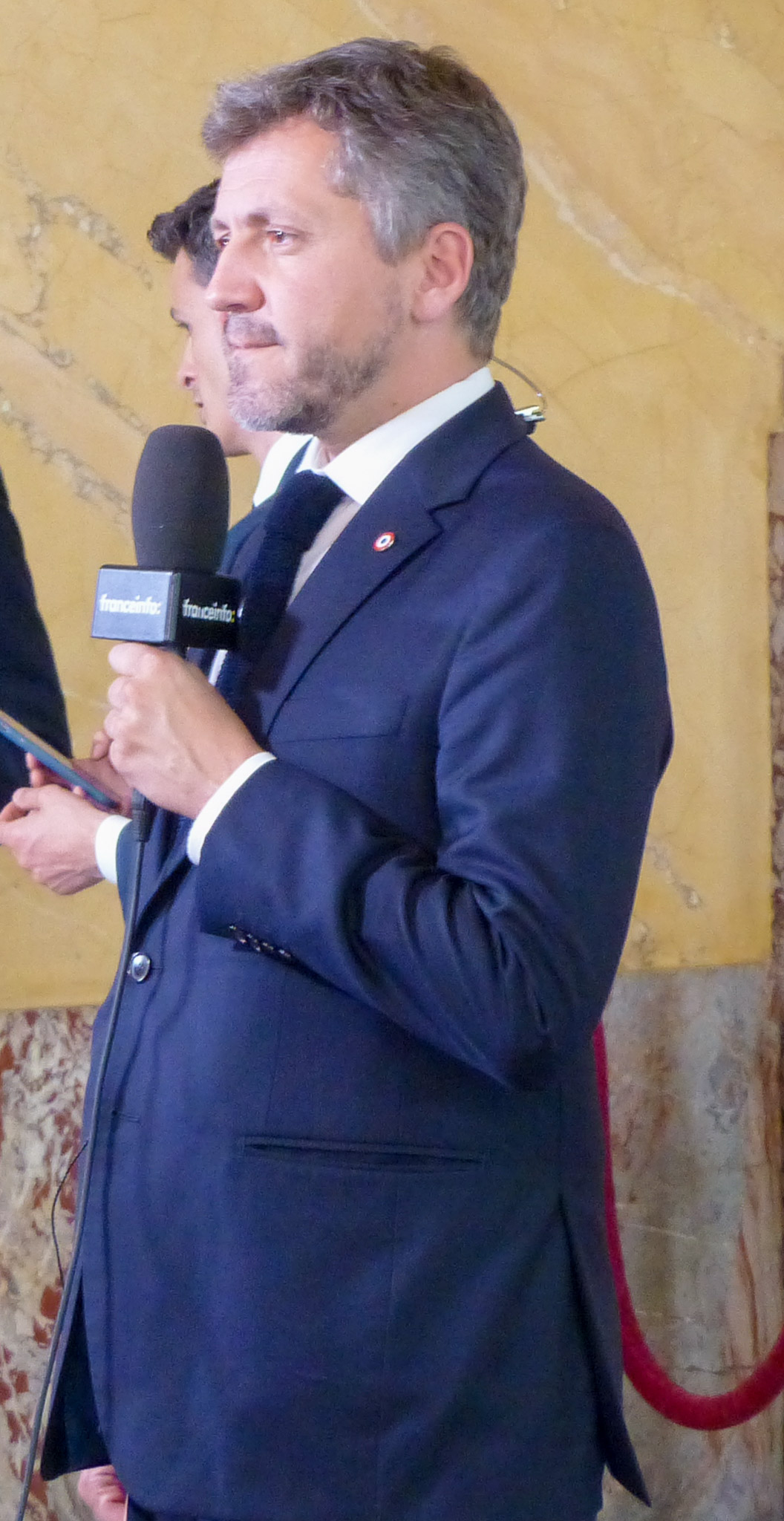
Franck Allisio, 2024

Franck Allisio (* 4. August 1980 in Marseille, Bouches-du-Rhône) ist ein französischer Politiker.
Ab 2011 war Vorsitzender der „Jeunes actifs“, der Jugendorganisation der Partei Républicains; ferner war er Ministerialberater unter Nicolas Sarkozy. Er trat 2015 der Partei Front National (seit 2018 Rassemblement National) bei. Bei der Parlamentswahl 2022 wurde er zum Abgeordneten im 12. Wahlkreis des Departements Bouches-du-Rhône gewählt. Er sitzt in der RN-Fraktion und ist Mitglied des Finanzausschusses der Nationalversammlung.

## Leben und Wirken

### Ausbildung
Allisio wurde 1980 in Marseille geboren.  Er studierte Rechtswissenschaften und erwarb 2002 an der Universität Aix-Marseille eine Licence de Droit und eine Maîtrise en Droit Public. 2003 erwarb er ein Diplom in Politikwissenschaft an der Universität Assas.

### Politische Laufbahn
Mit 25 Jahren war Allisio parlamentarischer Assistent im Senat, mit 31 Jahren Vorsitzender der jungen Aktiven der UMP.
Er trat in das Büro von Roger Karoutchi ein, um die Beziehungen zur Presse zu managen.
Nach der Niederlage von Nicolas Sarkozy bei der Präsidentschaftswahl 2012 arbeitete er eineinhalb Jahre lang für den Pariser Abgeordneten Pierre Lellouche. Im September 2014 unterzeichnete er einen Teilzeitvertrag, um sich den parlamentarischen Mitarbeitern von Nathalie Kosciusko-Morizet anzuschließen. Neun Monate später kündigte diese den Vertrag mit der Begründung, Allisio sei „mehr mit seinem persönlichen Schicksal als mit unserer Arbeit beschäftigt“.
Am 13. September 2015 gab er in Marseille seinen Beitritt zur Partei Front National bekannt. Daraufhin wurde er zum Sprecher der Regionalkampagne von Marion Maréchal-Le Pen in der Region Provence-Alpes-Côte d’Azur ernannt.
Bei der Präsidentschaftswahl 2022 war er im Wahlkampfteam von Marine Le Pen für das Programmatische zuständig.
Bei der Parlamentswahl 2022 kandidierte er im zwölften Wahlkreis des Départements Bouches-du-Rhône. Dank seines Einflusses als Vorsitzender des RN in Bouches-du-Rhône kandidierten seine Tante und sein Cousin in anderen Wahlkreisen des Departements. Im ersten Wahlgang lag er mit 36,28 % der Stimmen an der Spitze des Feldes der Kandidaten. Im zweiten Wahlgang am 19. Juni 2022 gewann er die Wahl. In der Nationalversammlung sitzt er im Finanzausschuss.
Am 28. August 2022 trat er von seinem Mandat als Stadtrat von Marseille zurück, um das Gesetz über die Nichtkumulierung von Mandaten einzuhalten.
Im Juni 2023 kündigte er „die (Wieder-)Gründung des RPR als Bewegung von Abgeordneten und Bürgern an, die [...] Frankreich wieder aufbauen, die Seite des Macronismus umschlagen und die linksextreme Nupes blockieren wollen“. Éric Ciotti, Vorsitzender der Partei Les Républicains (LR), die Erbe des RPR ist, kritisierte den Versuch, „sich die Marke RPR anzueignen“, als „kleingeistige  politische Berechnung“. Laut Le Point wurde die Abkürzung RPR nach der Auflösung der Partei im Jahr 2002 von einem Vertrauten von Patrick Buisson erworben, der sie rund zwanzig Jahre später „im Hinblick auf Allisios PR-Coup“ an den RN weiterverkaufte.

## Schriften
- L'Union européenne est morte. Vive l'Europe !, Édition Godefroy de Bouillon, 2019  (ISBN 978-2-84191-368-8)